# Liste der Naturschutzgebiete in Ulm
Im Stadtkreis Ulm gibt es zwei Naturschutzgebiete. Für die Ausweisung von Naturschutzgebieten ist das Regierungspräsidium Tübingen zuständig. Nach der Schutzgebietsstatistik der Landesanstalt für Umwelt, Messungen und Naturschutz Baden-Württemberg (LUBW)  stehen 136,94 Hektar der Stadtfläche unter Naturschutz, das sind 1,15 Prozent.
| Name                          | Bild | Kennung               | Einzelheiten | Position | Fläche Hektar | Datum         |
| ----------------------------- | ---- | --------------------- | --- | -------- | ------------- | ------------- |
| Gronne                        |      | 4.061 WDPA: 81760     | Ulm Erhaltung und Beruhigung eines gefährdeten Donaualtwassers mit Wasser‑, Verlandungs- und Landflächen vorwiegend als Lebensraum der Vogelwelt (Rast‑, Nahrungs‑ und Nistflächen). Für das Schutzgebiet ist wegen des notwendigen Populationsaustausches ein Zusammenhang mit dem Donauried und den anderen Donaustauseen zu sehen. | ⊙        | 45,0          | 15. Dez. 1982 |
| Lichternsee                   |      | 4.319 WDPA: 555588644 | Ulm Erhalt einer wichtigen Auen-Stillwasserlandschaft mit unterschiedlichsten Lebens- und Rückzugsräumen einer artenreichen und gefährdeten Vogelwelt sowie eines abwechslungsreichen Landschaftsbilds im siedlungsnahen Raum. | ⊙        | 92,0          | 16. Dez. 2014 |
| Legende für Naturschutzgebiet |      |                       | |          |               |               |